# Ліцензія на вбивство (фільм)

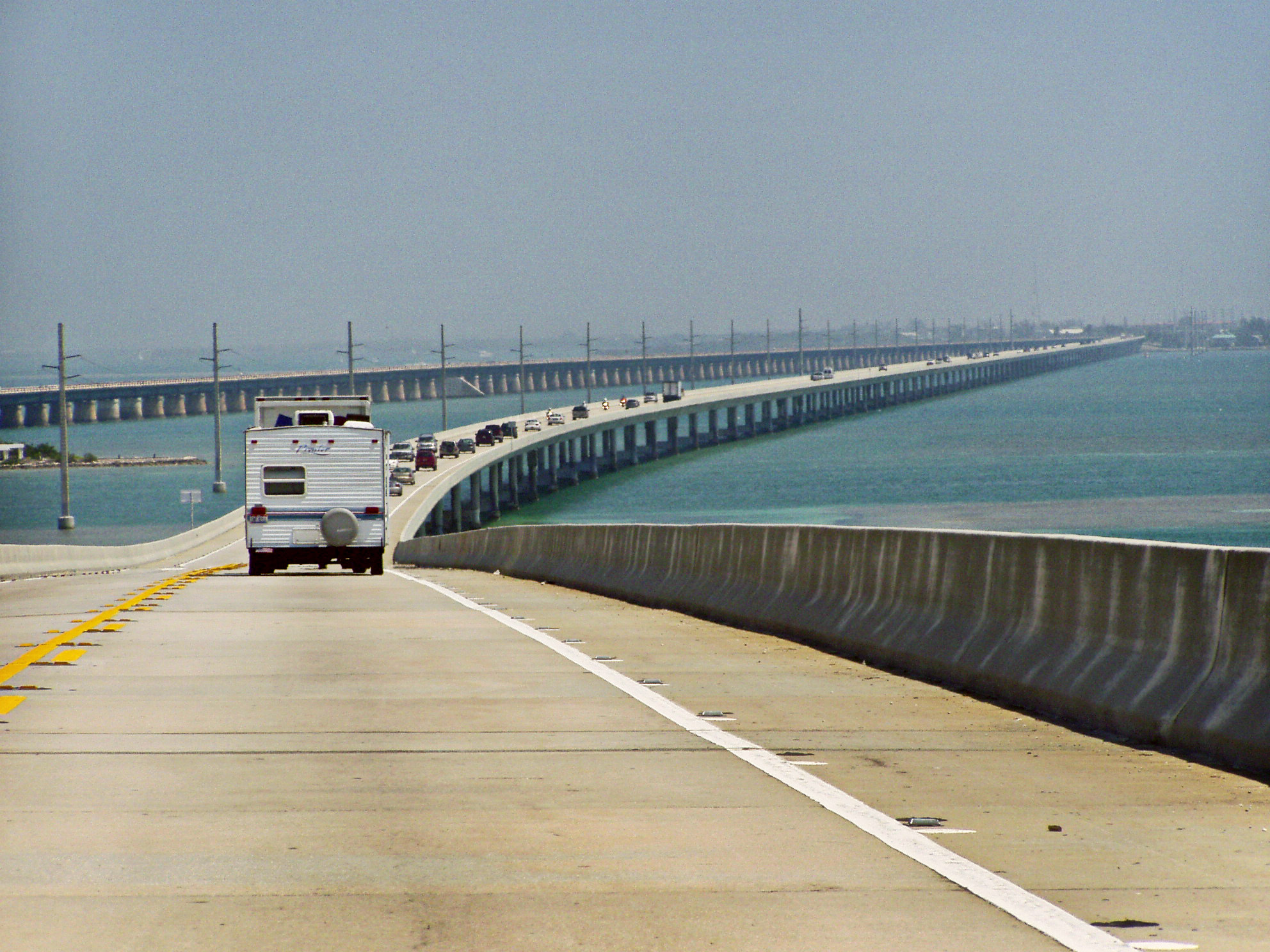
Семимильний міст (місце зйомки)

«Ліцензія на вбивство» — 16-й фільм про англійського суперагента Джеймса Бонда. Екранізація однойменної новели Яна Флемінга.

## Сюжет
Джеймс Бонд, агент британської спецслужби МІ-6, разом з своїм найкращим другом, агентом ЦРУ Феліксом Лайтером, перед самим весіллям Фелікса заарештовують небезпечного, багатого і впливового наркобарона Франца Санчеса. Після цього Фелікс в урочистій обстановці одружується. Проте, завдяки продажності поліції, вже через кілька днів, Санчес знову опиняється на волі. Тільки Бонд покинув будинок друга після весільних урочистостей, до будинку вриваються бандити Санчеса. Вони вбивають Деллу, дружину Фелікса. З самим Феліксом вчиняють ще жорстокіше: його опускають у воду з акулами, а потім скалічене тіло повертають назад у будинок. Проте Фелікс залишається живим. Там його й знаходить Бонд. Він викликає швидку допомогу. Фелікс втратив одну ногу, за другу борються лікарі. Тепер завдання агента 007 — знешкодити Франца Санчеса і помститись за друга. Попри те, що керівник МІ-6 «М» проти, Бонд починає мстити. Спочатку він уривається на базу Мілтона Креста, який допомагав Санчесу. Там він убиває людей Креста, а поліцейського, який допоміг Санчесу втекти, скидає в басейн з акулами. Після цього Бонд здійснює рейд на корабель Креста, вбиває ще кілька чоловік, і викрадає літак із грішми Санчеса. «М» скасовує ліцензію Бонда на вбивство і хоче відібрати у 007 пістолет, але той тікає. Маніпенні посилає на допомогу Бондові «Q», якому дає відпустку. 007, разом із дівчиною, пілотом ЦРУ Пем Був'є вирушає до Істмус-сіті, міста, неофіційним господарем якого є Санчес. Джеймс, Пем і «Q» поселяються в одному готелі, а Бонд відкриває рахунок у банку Санчеса і зближується з ним. Він дізнається, що Санчес сидить за куленепробивним склом. Бонд закладає вибухівку на вікні, переходить у покинутий будинок навпроти, підриває вікно і хоче застрелити Санчеса зі снайперської гвинтівки, але на нього нападають люди з японської розвідки, які, працюючи під прикриттям, практично ввійшли до оточення Санчеса. Вони намагаються дізнатися в Бонда, хто він такий, і чому їм заважає, але на них нападають люди Санчеса. Вони вбивають агентів і забирають Бонда на віллу Санчеса. Наркобарон думає, що Бонд йому не ворог і 007 користується цим. Він звинувачує Креста в організації замаху на Санчеса, а пізніше підкладає тому на корабель вкрадені ним гроші Санчеса. Санчес убиває Креста, запхавши його в барокамеру. Далі Санчес бере Бонда і своїх друзів-наркоторговців на свій таємний завод із виготовлення наркотиків, замаскований під храм. Там Бонд знищує завод, вбиває партнерів Санчеса і самого наркоторговця. Перед смертю Санчес дізнається причину помсти Бонда. Бонд вижив, як і Фелікс Лайтер, якому кращає з кожним днем.

## У ролях
- Тімоті Далтон — Джеймс Бонд
- Кері Ловелл — Пем Був'є
- Роберт Даві — Франц Санчес
- Каролайн Блісс — Міс Маніпенні
- Роберт Браун — M
- Десмонд Ллевелін — Q
- Таліса Сото — Люп Ламора
- Ентоні Зербе — Мілтон Крест
- Френк МакРей — Шаркі
- Еверетт Макгілл — Ед Кілліфер
- Вейн Ньютон — Професор Джо Батчер
- Бенісіо дель Торо — Даріо
- Ентоні Старк — Труман-Лодж
- Педро Армендаріс (молодший) — Президент Ектор Лопес
- Девід Гедісон — Фелікс Лейтер
- Прісцилла Барнес — Дейла Черчілл
- Кері-Хіроюкі Тагава — Кванг
- Рейфер Джонсон — агент Маллінс